# Xã Eden, Quận Seneca, Ohio
Xã Eden (tiếng Anh: Eden Township) là một xã thuộc quận Seneca, tiểu bang Ohio, Hoa Kỳ. Năm 2010, dân số của xã này là 2.188 người.